# Metsanurga (Haljala)
Metsanurga is een plaats in de Estlandse gemeente Haljala, provincie Lääne-Virumaa. De plaats heeft 17 inwoners (2021) en heeft de status van dorp (Estisch: küla).
Metsanurga maakte tot in 2017 deel uit van de gemeente Vihula. In dat jaar fuseerde Vihula met de gemeente Haljala.

## Geschiedenis
Metsanurga (de naam betekent ‘woudhoek’) ontstond in 1913 als nederzetting op het landgoed van Sagadi. In 1922 werd het dorp omgedoopt in Sagadi-Metsanurga; in 1977 kwam de oude naam Metsanurga terug.